# Kaștanovo, Bereg
Kaștanovo (în ucraineană Каштаново, maghiară Vadastanya) este un sat în comuna Șom din raionul Bereg, regiunea Transcarpatia, Ucraina.

## Demografie
Componența lingvistică a localității Kaștanovo
     Ucraineană (97,33%)
     Rusă (1,53%)
     Maghiară (1,15%)
Conform recensământului din 2001, majoritatea populației localității Kaștanovo era vorbitoare de ucraineană (97,33%), existând în minoritate și vorbitori de rusă (1,53%) și maghiară (1,15%).